# Němčice (ort i Tjeckien, Södra Böhmen, lat 49,19, long 13,80)
Němčice är en ort i Tjeckien.   Den ligger i regionen Södra Böhmen, i den sydvästra delen av landet, 110 km söder om huvudstaden Prag. Němčice ligger 541 meter över havet och antalet invånare är 110.
Terrängen runt Němčice är kuperad söderut, men norrut är den platt. Runt Němčice är det ganska tätbefolkat, med 86 invånare per kvadratkilometer. Närmaste större samhälle är Strakonice, 10,6 km nordost om Němčice. Omgivningarna runt Němčice är en mosaik av jordbruksmark och naturlig växtlighet.